# Claus von Bredow
Claus von Bredow, auch Christian Werner Klaus von Bredow (* 10. April 1850 in Fürstenwalde/Spree; † 7. Dezember 1913 in Berlin-Halensee) war ein preußischer Generalmajor und Militärhistoriker. Seine Werke zur Armee des Deutschen Kaiserreiches wurden in etliche Sprachen übersetzt und nachgedruckt sowie bis in das 21. Jahrhundert als Standardliteratur und Referenz in etlichen weiteren Werken genutzt.

## Leben

### Herkunft und Familie
Claus von Bredow war der jüngste Sohn des preußischen Oberstleutnants Wilhelm von Bredow (1799–1871) und dessen zweiten Ehefrau Marie, geborene Busse (1825–1858). Sein Großvater Dietrich von Bredow (1768–1836) war Landrat.
Am 3. September 1871 heiratete Bredow in Trier Helene Seyffarth (* 1851). Nach der Scheidung im Mai 1907 heiratete er im selben Jahr in Meiningen Maud Schueler (* 1872). Aus den Ehen gingen neun Kinder hervor; sechs in der ersten, drei in der zweiten.

### Militärkarriere
Nach dem Besuch des Kadettenkorps trat Bredow zu Beginn des Deutschen Krieges am 13. Juni 1866 als charakterisierter Portepeefähnrich in die Ersatz-Eskadron des 2. Rheinischen Husaren-Regiments Nr. 9 der Preußischen Armee ein. Er avancierte Mitte Dezember 1867 zum Sekondeleutnant, kam während des Krieges gegen Frankreich am 10. September 1870 als Ordonnanzoffizier zum Stab der 16. Infanterie-Division und wurde für sein Wirken mit dem Eisernen Kreuz II. Klasse ausgezeichnet.
Nach dem Krieg stieg Bredow Mitte März 1875 zu Premierleutnant auf und wurde mit der Beförderungen zum Rittmeister am 13. Januar 1883 als Chef der 4. Eskadron in das Königs-Husaren-Regiment (1. Rheinisches) Nr. 7 nach Bonn versetzt. Mit der Kommandierung als Adjutant der Kavalleriedivision des XV. Armee-Korps erfolgte am 15. November 1887 seine Versetzung in das 1. Hannoversche Dragoner-Regiment Nr. 9. Unter Entbindung von diesem Kommando wurde Bredow am 12. Januar 1889 seinem Regiment aggregiert und am 15. Oktober 1889 als Eskadronchef in das Rheinische Ulanen-Regiment Nr. 7 nach Saarburg versetzt. Ab dem 24. März 1890 war er als Adjutant beim Generalkommando des XVI. Armee-Korps kommandiert, erhielt Mitte Dezember 1890 den Charakter als Major und am 16. Mai 1891 das Patent zu seinem Dienstgrad. Unter Entbindung von seinem Kommando wurde er am 27. Januar 1893 erneut dem 1. Hannoverschen Dragoner-Regiment aggregiert und am 20. Mai 1897 zum etatmäßigen Stabsoffizier ernannt. In dieser Eigenschaft rückte er am 17. April 1897 zum Oberstleutnant auf. Ab dem 20. Mai 1897 war Bredow nach Württemberg kommandiert und zunächst bis zum 17. Juni 1897 mit der Führung des Dragoner-Regiments „Königin Olga“ (1. Württembergisches) Nr. 25 beauftragt. Anschließend erfolgte seine Ernennung zum Regimentskommandeur. In dieser Eigenschaft erhielt er im November 1899 das Ehrenkreuz des Ordens der Württembergischen Krone, wurde am 22. März 1900 Oberst sowie anlässlich des Ordensfestes im Januar 1901 mit dem Kronen-Orden II. Klasse ausgezeichnet. Bredow wurde am 18. August 1901 von seinem Kommando nach Württemberg enthoben und unter Erteilung der Erlaubnis zum Tragen der Uniform des 1. Hannoverschen Dragoner-Regiments Nr. 9 mit der Führung der 30. Kavallerie-Brigade in Saarburg beauftragt. Mit der Beförderung zum Generalmajor erfolgte am 18. April 1903 seine Ernennung zum Kommandeur dieses Verbandes, bis er schließlich am 7. Januar 1904 in Genehmigung seines Abschiedsgesuches mit Pension zur Disposition gestellt wurde.
Nach seiner Verabschiedung war Bredow, der sich bereits während seiner aktiven Dienstzeit als Militärschriftsteller betätigt hatte, von Juli 1910 bis Oktober 1911 Chefredakteur der neu gegründeten Deutschen Montagszeitung.

## Schriften
- Historische Rang- und Stammliste des deutschen Heeres. 1. Auflage. August Scherl, Berlin 1905, OCLC 458704961.
  - Nachdruck: Historische Rang- und Stammliste des deutschen Heeres. Band 1–2. Biblio, Osnabrück 1972, ISBN 3-7648-0847-0.
  - Nachdruck: Historische Rang- und Stammliste des deutschen Heeres. Band 1–3. Heere d. Vergangenheit Olmes, Krefeld 1974, OCLC 1886756 (mit Ernst von Wedel).
- Das Husaren-Buch: Geschichte der preußischen Husaren von ihrer Entstehung bis auf die Gegenwart. Püttmann, Köln 1894, OCLC 1072377982 (mit Richard Knötel).
- Seydlitz: Preußens größten Reiterführers kurze Lebensbeschreibung. Engelmann, Leipzig 1908, OCLC 72082321.
- Geschichte des 2. Rheinischen Husaren-Regiments Nr. 9. 3. Auflage. E. S. Mittler & Sohn, Berlin 1899, OCLC 36846835 (Online – Internet Archive).
- Geschichte des Infanterie-Regiments Großherzog Friedrich Franz II. von Mecklenburg-Schwerin Nr. 24. 3. Auflage. Bajanz & Studer, Berlin 1902, OCLC 1068395537 (Nachdruck 2022, ISBN 1-390-73258-4).